# DC-3 Cabo de Hornos

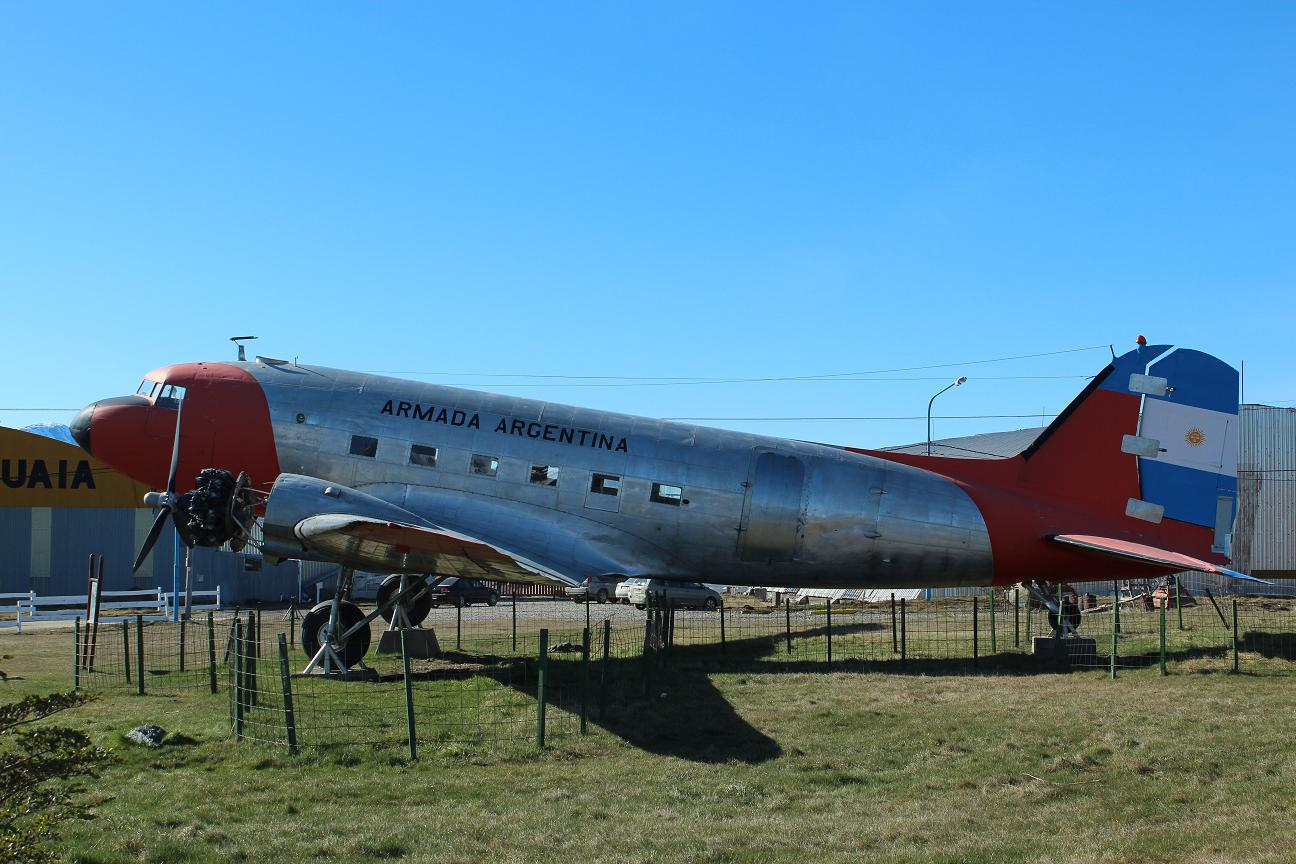
Avión Cabo de Hornos en el Aeroclub de Ushuaia.

El avión DC-3 denominado 5T 22 "Cabo de Hornos" fue declarado Bien de Interés Histórico Nacional, por decreto 1.593 del 9 de octubre de 2008.
Se trata de una aeronave similar a los dos aviones DC-3 de la Armada Argentina, que llevaron por primera vez la bandera argentina hasta el Polo Sur, el 6 de enero de 1962.
Este avión realizó su último vuelo el 28 de julio de 1979. Luego de varios años de haber sido desafectado del servicio, fue recuperado para su valoración histórica, por la gestión de una Comisión Pro Restauración y Exhibición creada en Ushuaia en 2002.
En 2005, la Legislatura de Tierra del Fuego, Antártida e Islas del Atlántico Sur lo declaró de interés provincial.
Posteriormente fue declarado Bien de Interés Histórico Nacional.
El Decreto ha considerado la importancia que tuvieron estos aviones para el desarrollo de la aviación comercial y militar argentina,
desde su incorporación en 1946, hasta su transferencia a la Fuerza Aérea en 1968, y luego en servicio hasta 1979.
Fueron utilizados para unir numerosos puntos de la Patagonia con el resto del país.
Se ha valorado especialmente su utilización en la campaña antártica argentina de 1961-1962.

## Un vuelo histórico hasta el Polo Sur Geográfico
Dos aviones Douglas DC-3, con matrículas CTA - 12 y CTA - 15 que integraban la Unidad de Exploración y Reconocimiento Aerofotográfico, a las órdenes del Capitán de Fragata Hermes Quijada, fueron especialmente preparados para operar en la zona antártica. El vuelo polar se realizó durante la campaña antártica argentina del verano 1961-62, con apoyo de un avión DC-4, y utilizando una base aérea temporal (Capitán Campbell, latitud 65ºS) en la barrera de hielos Larsen. El vuelo se inició en Buenos Aires el 5 de diciembre de 1961 con destino a Río Gallegos. Luego se realizaron etapas en Capitán Campbell, Estación Científica Ellsworth (latitud 78ºS), y la base estadounidense Amundsen-Scott (Polo Sur Geográfico), llegando el 6 de enero de 1962. Al día siguiente decolaron de regreso por las mismas escalas, incluyendo Ushuaia el día 20. Continuaron luego por Río Gallegos, Punta Indio y Buenos Aires, finalizando el viaje el 22 de enero de 1962.
Fue la primera vez que se llegó hasta el polo sur volando desde el continente sudamericano.
La tripulación a las órdenes del capitán de fragata Hermes Quijada estuvo integrada por: capitanes de corbeta Pedro Francisco Margalot y Rafael Mario Checchi, tenientes de fragata Miguel Ángel Grondona, Héctor Albino Martíni y Enrique Juan Ángel Dionisi, teniente de corbeta José Luis Pérez, teniente de navío Jorge Aníbal Pittaluga, suboficial segundo Eduardo Carlos Franzoni, cabo principal Ricardo Miguel Rodríguez y los cabos primero Gabino Rufino Elías y Raúl Ibasca.
Actualmente se considera que este vuelo significó un valioso aporte, y que permitió, entre otros logros, inaugurar una ruta transpolar para unir América del Sur con Australia y Nueva Zelanda.
El avión matrícula CTA-15, está desde el año 2005 en el Museo Histórico de la Aviación Naval, sito en la Base Aeronaval "Comandante Espora".

## Galería
|  |
|  |

|  |
|  |

|  |
|  |

|  |
|  |